# Якоб де Віт
Якоб де Віт (нід. Jacob de Wit); 19 грудня 1695, Амстердам, Північна Голландія, Республіка Об'єднаних провінцій — 12 листопада 1754, Амстердам, Північна Голландія, Республіка Сполучених провінцій) — нідерландський живописець, один із відомих майстрів XVIII сторіччя.

## Життєпис
Якоб де Віт розпочав свій мистецький шлях у віці 9 років, коли став учнем амстердамського художника — Альберта ван Спірса. Під його керівництвом Якоб навчався протягом чотирьох років. Після цього де Віт перебрався до Антверпена, де за фінансового сприяння свого дядька навчався в Королівській академії витончених мистецтв з 1711 по 1713 рік. У цей час він познайомився з творами Пітера Пауля Рубенса, творчість якого вплинула на де Віта. Якоб наслідував стиль та манеру виконання Рубенса і на цьому етапі свого життя зробив копії багатьох його творів, зокрема настінні розписи Рубенса в єзуїтській церкві в Антверпені (нині церква св. Карло Борромео). Оригінальний набір копій де Віта був знищений вогнем у 1718 році, однак потім він створив другий, більший набір, який пізніше був відтворений у гравюрі. У 1713 році де Віт приєднався до Антверпенської гільдії св. Луки. Близько 1715 року художник повернувся до Амстердама, де налагодив важливі відносини з римо-католицьким священиком  Егідіусом де Глаббаісом. З 1716 року і протягом наступних двох років де Віт виконав такі роботи, як: «Хрещення Христа в Йордані» (1716) та «Портрет отця Глаббаіса» (1718). Із 1720-х років де Віт виконував розписи стін та стель на замовлення для державних та приватних споруд. Він помер у 1754 році в Амстердамі.

## Творчість
|                            |
| Розпис над дверима (Гаага) |

|                           |
| Святе сімейство та Трійця |

|                                     |
| Обрання сімдесяти старійшин Мойсеєм |